# 辻堂海岸
辻堂海岸（つじどうかいがん）は、神奈川県藤沢市辻堂地区の相模湾に面した砂浜。湘南海岸の一部を構成し、海水浴場（辻堂海水浴場）がある。

## 概要

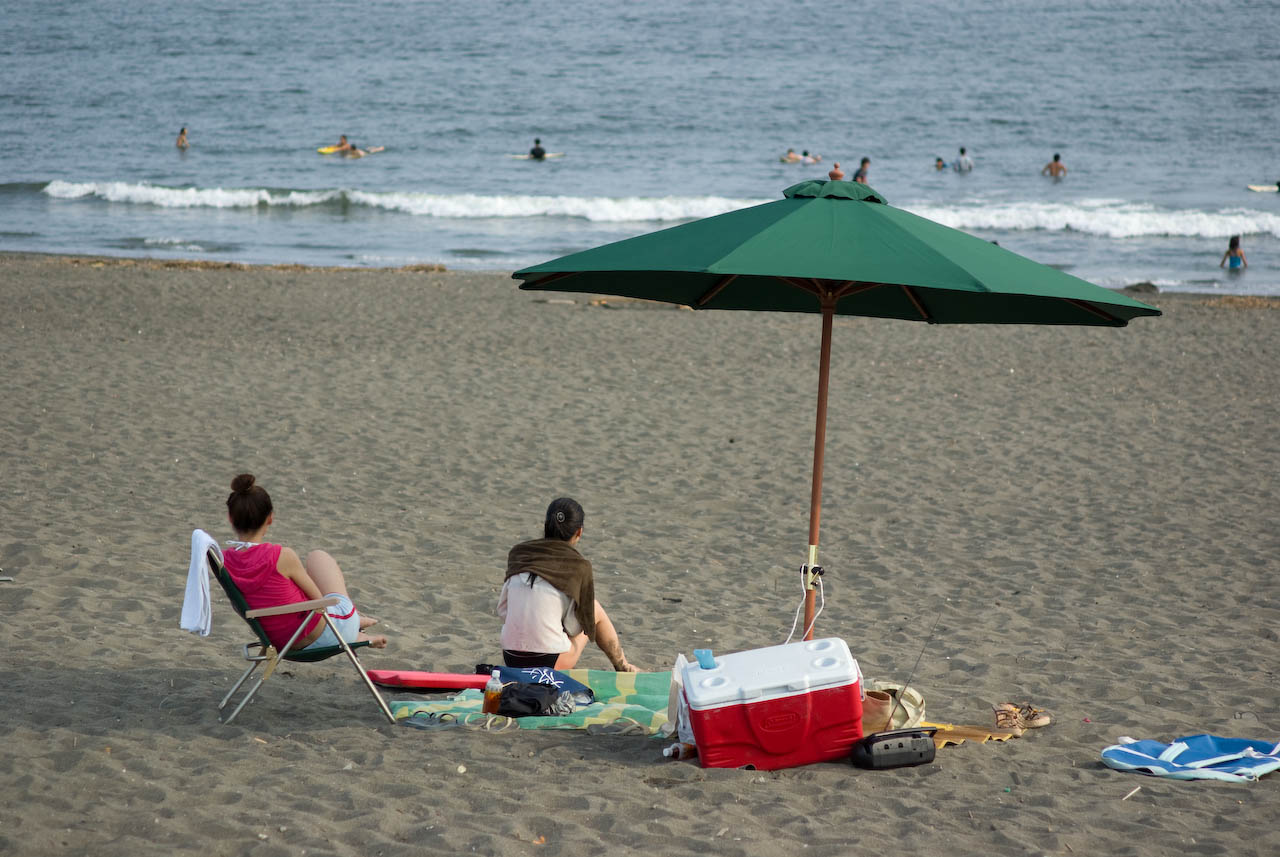
海水浴場

もともと辻堂の海岸は広大な砂丘地帯であり、松林が形成されていた。1728年（享保13年）、江戸幕府はこの一帯を相州炮術調練場として砲術鍛練場に定めた。途中で時期は空くものの、明治と大正期には帝国海軍の演習場となっており、第二次大戦後は在日米軍の演習場として使用されていた。
辻堂海岸は1959年（昭和34年）に米軍から返還されて立ち入り自由となり、再び海水浴客が訪れるようになった。現在、海岸から辻堂駅までの道路である昭和通りは「サーファー通り」と呼ばれ、多くのサーフショップが並ぶ。一年を通してサーフィンの盛んな海岸であり、スポットの内「辻堂正面」は夏季には海水浴場となるため、浴場周辺のサーファーは注意が必要である。また投げ釣り客も多くキスやカレイ、イシモチ、ボラ等が釣れる。
海岸近くには13軒のおでん屋が入った「湘南クッキングセンター」（通称「おでんセンター」）がある。これは以前に江の島で営業していた複数の屋台が、1964年オリンピック開催を前にした1963年（昭和38年）に屋台は美観を損なうとして立ち退きを命じられ、現在の昭和通りに移転してきたものである。

### 年表
- 1590年（天正18年） - 現在の藤沢市および茅ヶ崎市の海岸が天領となり、藤沢宿代官が管理する。
- 1728年（享保13年） - 享保の改革の一環で、相州炮術調練場が設置される。
- 明治初期 - 日本海軍横須賀鎮守府の砲術試験場および陸戦演習場となる。
- 1926年（大正15年） - 横須賀海軍砲術学校辻堂演習場が置かれる。
- 1944年（昭和19年）8月5日 - 演習地内の辻堂海岸の海水浴が禁止される。
- 1944年（昭和19年）8月25日 - 浜見山に官立管理無線電信講習所（後の電気通信大学）藤沢分教場が開場する。
- 1945年（昭和20年） - 横須賀海軍砲術学校辻堂演習場が連合国軍に接収される。

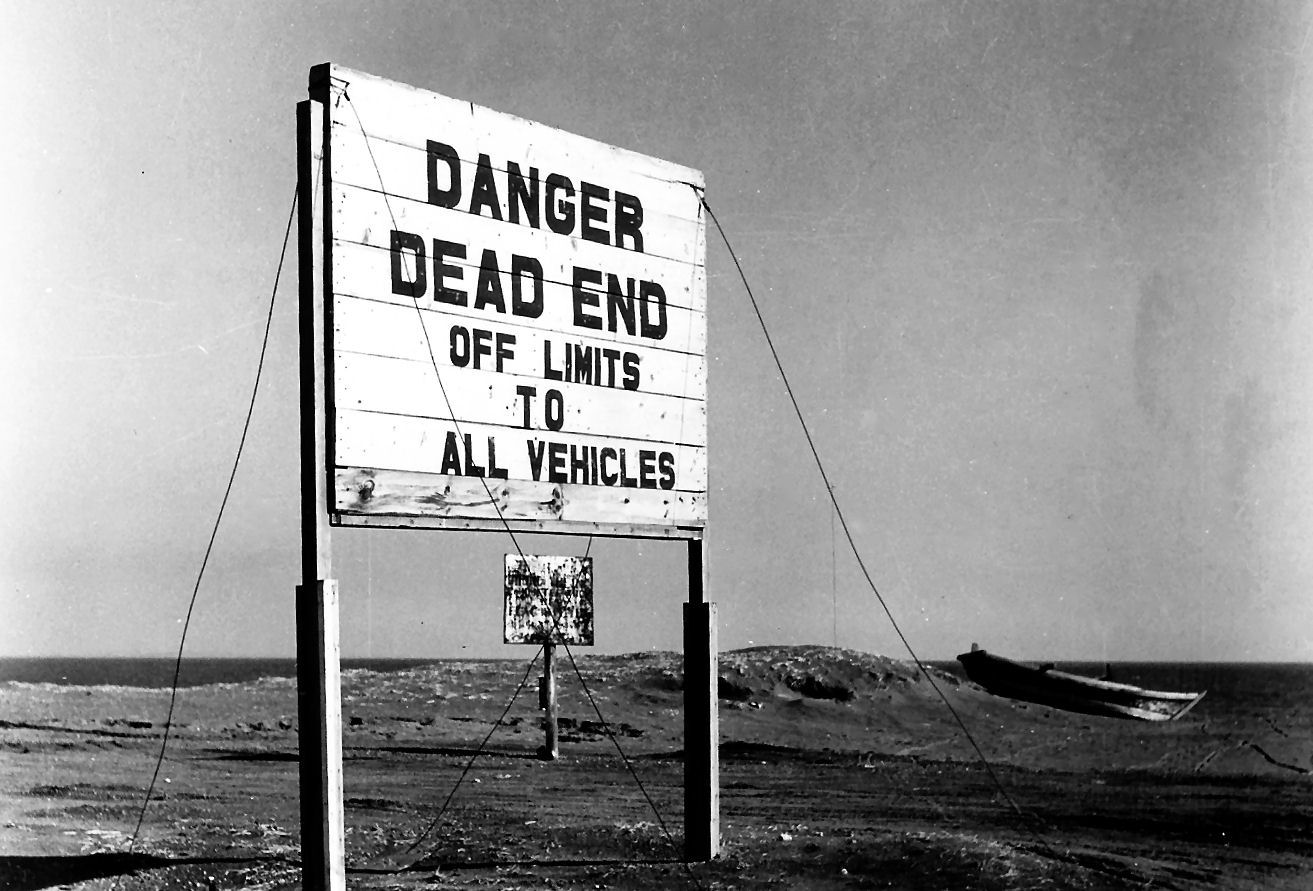
在日米海軍辻堂演習場の境界を示す看板 （1955年）

- 1952年（昭和27年）7月26日 - 接収された土地は、在日米海軍辻堂演習場となる。
- 1959年（昭和34年）6月25日 - 在日米海軍辻堂演習場が返還され、国有地および県有地となる。
茅ヶ崎沖にある烏帽子岩は在日米軍の砲撃目標となったため、その形が大きく崩れてしまったといわれている。
- 返還後 - 演習場の北側を迂回していた国道134号は、辻堂海岸沿いを直進するようになり、以北の砂丘地帯は造成され、辻堂海浜公園、辻堂団地、高砂小学校、浜見小学校、高浜中学校、白浜養護学校などとなっており、当時の面影は残っていない。
- 1968年（昭和43年）、国道134号の砂防林の南側に自転車歩行者専用道路として湘南海岸のサイクリング道路（湘南海岸・砂浜のみち）が建設された。

## 楽曲
- 浜辺の歌

林古渓が、幼少期に過ごした辻堂海岸を思い出して作詞（成田為三作曲）し、1913年（大正2年）8月に発表した。
2009年3月、辻堂東海岸4町内会が共同で浜辺の歌記念ボードを湘南海岸のサイクリング道路沿いに設置した。
その縁にちなんで、2016年12月1日より辻堂駅の発車メロディに当曲が使われている。